# مضاعفة (لغة)

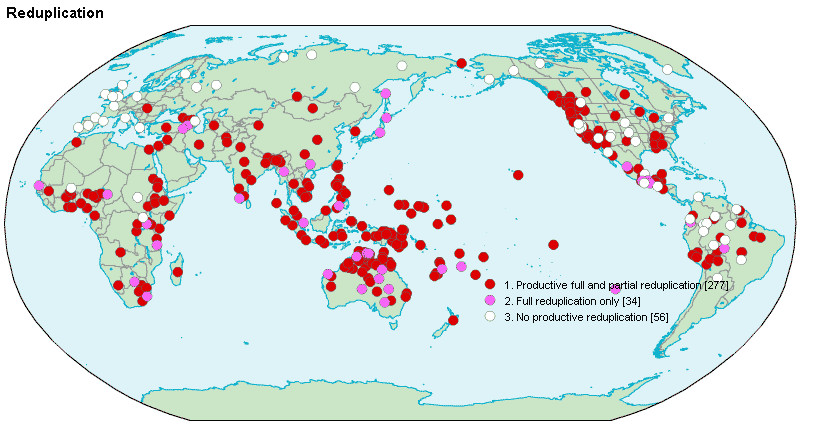

المضاعفة أو التضعيف في الصرف يراد بها تكرار أصل الكلمة أو شيء منه، أي زيادته زائدة مضاعفة، نحو فعل كركر فأصله كر فضوعف. أما إذا حصل في المضاعفة إدغام فهي التضعيف، نحو فعل ضعف بعين مشددة فأصله «ضععف» إذ أدغمت العينان.
الفعل المضاعف ما كانت عينه ولامه من جنس واحد، كفعل مدّ ويسمى الفعل المضعف، أو كانت فاؤه ولامه الأولى من جنس واحد وعينه ولامه الثانية من جنس واحد، كفعل زلزل، فهو الفعل المضاعف (الصرف).
يفهم من ذلك أن لفظ المضاعفة في العربية مشمول بذاته، فيطلق بصفة عامة على التكرار بإدغام وبلا إدغام وبوجه خاص على التكرار بلا إدغام إذا ما ذكر معه التكرار بالإدغام الذي هو التضعيف.